# Lachnella
Lachnella là một chi nấm trong họ Niaceae. Chi này phân bố rộng rãi và có 6 loài.